# Подхолмишная
Подхолмишная — деревня в Вельском районе Архангельской области. Входит в состав Муниципального образования «Благовещенское».

## География
Деревня расположена в 62,5 километрах на север от города Вельска, между реками Устья и Ваги близ озёр Канава и Кашинское. Ближайшие населённые пункты: на востоке деревня Павшинская, на западе деревня Чурковская, на юге деревня Олюбинская.
Часовой пояс
Подхолмишная, как и вся Архангельская область, находится в часовой зоне МСК (московское время). Смещение применяемого времени относительно UTC составляет +3:00.

## Население
| 2002 | 2010 | 2012 | 2014 |
| ---- | ---- | ---- | ---- |
| 0    | →0   | →0   | ↗1   |

## История
Указана в «Списке населённых мест по сведениям 1859 года» в составе Шенкурского уезда Архангельской губернии под номером «1991» как «Подельхомишная». Насчитывала 7 дворов, 26 жителей мужского пола и 35 женского.
В «Списке населенных мест Архангельской губернии на 1 мая 1922 года» в деревне уже 12 дворов, 35 мужчин и 37 женщин.